# Rangfølge
Rangfølge er den rækkefølge som personer placeres i ved hof, ved formelle lejligheder, ceremonier og lignende.
Det er rangen, der bestemmer hvor man eksempelvis kommer til at sidde ved et bord i forbindelse med offentlige handlinger.
Personer der har rang, kan være adelige, de kan besidde et særligt embede, være biskop, eksempelvis være tildelt et ridderkors osv.